# Токарев, Валерий Иванович
Валерий Иванович Токарев (род. 29 октября 1952, Капустин Яр, Астраханская область) — космонавт-испытатель Центра подготовки космонавтов им. Ю. А. Гагарина; российский полковник ВВС. C 2008 года по 2012 год глава Ростовского района, Ярославской области. С 2013 по 2018 год — глава Звёздного городка, Московской области.

## Биография
Родился 29 октября 1952 года в военном городке полигона Капустин Яр в Астраханской области в семье военнослужащего. Жил в селе Осенево Гаврилов-Ямского района Ярославской области, здесь окончил 8 классов; 9 и 10 классы окончил в средней школы № 3 города Ростова Ярославской области.
С 1969 по 1973 год — курсант Ставропольского высшего военного авиационного училища лётчиков и штурманов. С 1973 года лётчик, с 1975 — старший лётчик, с 1977 — командир авиационного звена, с 1980 — заместитель командира авиационной эскадрильи истребительного авиационного полка ВВС, базировавшегося в посёлке Домбаровский Оренбургской области.
В 1981—1982 годах проходил подготовку в 267-м центре испытания авиационной техники и подготовки лётчиков-испытателей в городе Ахтубинск Астраханской области. С 1982 года — лётчик-испытатель, с 1985 — старший лётчик-испытатель филиала научно-испытательного института ВВС им. В. П. Чкалова в посёлке Кировское в Крыму, с 1986 — заместитель командира авиационной эскадрильи по политической части. Валерий Токарев имеет опыт полётов на 56 видах самолётов и вертолётов. В частности он испытывал палубные самолёты четвёртого поколения, самолёты вертикального взлёта и посадки, такие как Су-27K, Миг-29K, Як-38M, Су-25; бомбардировщик Су-24M, авиационные комплексы ТАКР типа «Киев», «Баку», «Адмирал флота Советского Союза Кузнецов».
В 1987 году началась космическая подготовка Валерия Ивановича, когда он был отобран для работы по программе «Буран». С 1989 года полковник. В 1989—1991 годах проходил общекосмическую подготовку в Центре подготовки космонавтов им. Ю. А. Гагарина. 5 апреля 1991 года стал космонавтом-испытателем. В феврале 1992 года отказался принимать присягу ставшей независимой Украине; отстранён от должности, снят с лётной работы и выведен за штат. В 1992—1993 годах старший лётчик-испытатель Государственного Краснознамённого научно-испытательного института ВВС в Ахтубинске. С 1993 — космонавт-испытатель, старший лётчик-испытатель группы космонавтов института, с 1994 — командир группы космонавтов института. В 1996 году группа космонавтов института расформирована, Токарев выведен за штат института. В 1997 году зачислен в отряд космонавтов РГНИИ ЦПК космонавтом-испытателем.

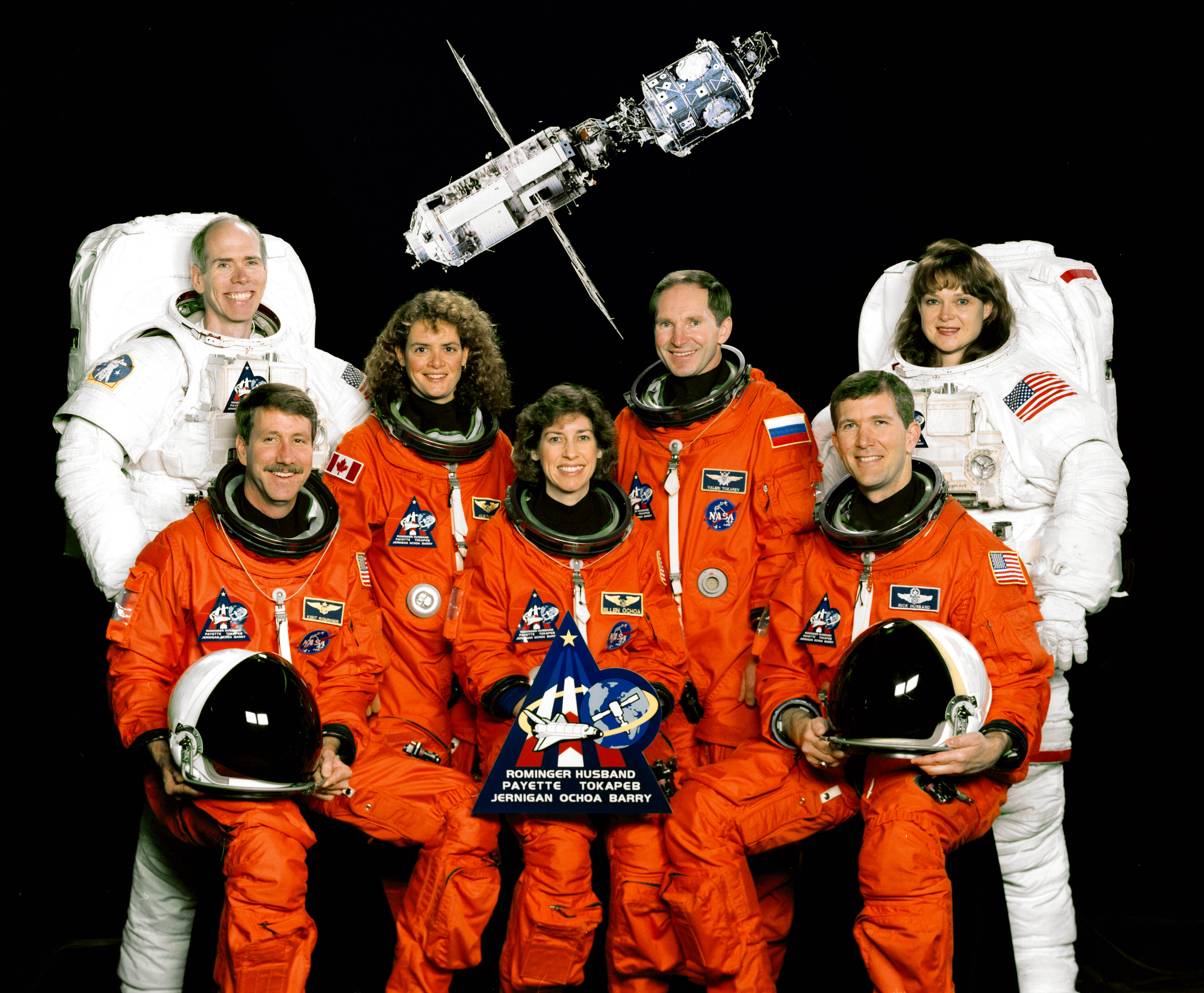
Экипаж STS-96

20 октября 1997 года утверждён командиром дублирующего экипажа 1-й российской экспедиции посещения Международной космической станции. В 1997—1998 годах проходил подготовку в Центре подготовки космонавтов. В декабре 1998 года Совместная (РКА и NASA) комиссия по планированию полетов на Международную космическую станцию назначила В. И. Токарева в экипаж шаттла «Дискавери STS-96» вместо Юрия Ивановича Маленченко. С января по май 1999 года проходил подготовку в составе экипажа STS-96 в Космическом центре имени Джонсона. С 27 мая по 6 июня 1999 года совершил свой первый космический полёт (9 суток 19 часов 14 минут 16 секунд) в качестве специалиста полёта шаттла «Дискавери» STS-96 по программе сборки Международной космической станции; второй российский космонавт, побывавший на Международной космической станции.
Проходил подготовки в качестве командира второго экипажа ТК «Союз ТМ» 1-й российской экспедиции посещения Международной космической станции по программе «МКС-Т1» (1999); в качестве бортинженера и командира ТК «Союз ТМА» в составе основного экипажа МКС-8, командира ТК «Союз ТМА» и бортинженера МКС дублирующего экипажа 8-й экспедиции (МКС-8д) и основного экипажа 9-й экспедиции (МКС-9) вместе с Уилльямом МакАртуром; в том же качестве в дублирующий экипаж 10-й экспедиции (МКС-10д) и в основной экипаж 12-й экспедиции (МКС-12) с ним же.

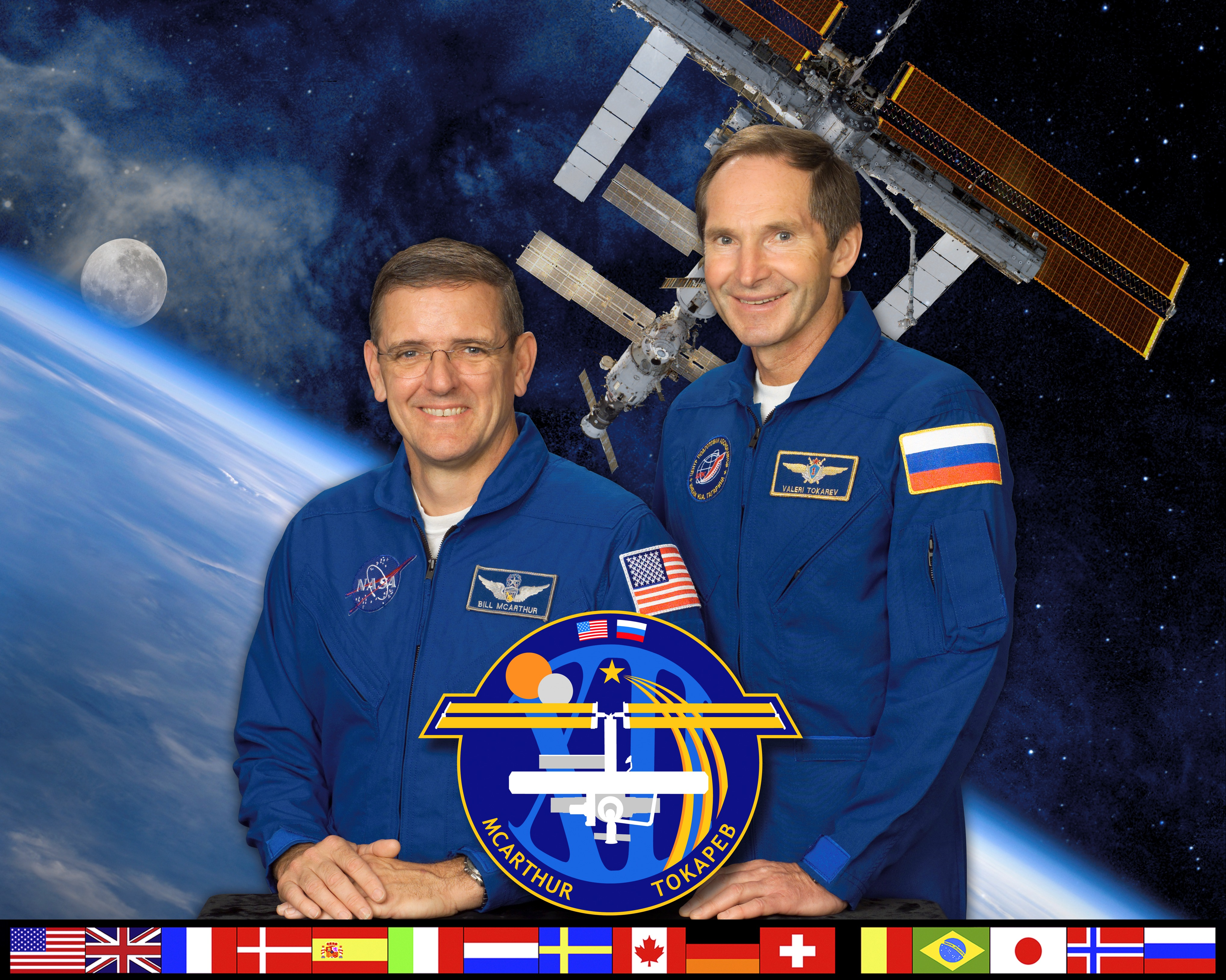
Экипаж МКС-12

С 1 октября 2005 года по 8 апреля 2006 года совершил свой второй космический полёт в качестве командира корабля «Союз ТМА-7» и бортинженера 12-го основного экипажа МКС вместе с Уилльямом МакАртуром, при старте на борту находился участник космического полёта Грегори Олсен, при посадке — Маркус Понтес. Произвёл два выхода в открытый космос общей длительностью 11 часов 5 минут. Продолжительность полёта составила 189 суток 19 часов 52 минуты 32 секунды.
В июле-августе 2018 года принял участие в качестве пилота (КВС) самолёта-амфибии «Борей» российской авиационной кругосветной арктической экспедиции «Север Ваш».
Статистика
| # | Стартовый корабль | Старт, UTC        | Экспедиция         | Корабль посадки  | Посадка, UTC      | Налёт                        | Выходы в открытый космос | Время в открытом космосе |
| - | ----------------- | ----------------- | ------------------ | ---------------- | ----------------- | ---------------------------- | ------------------------ | ------------------------ |
| 1 | Дискавери STS-96  | 27.05.1999, 10:49 | Дискавери STS-96   | Дискавери STS-96 | 06.06.1999, 06:02 | 09 суток 19 часов 13 минут   | 0                        | 0                        |
| 2 | Союз ТМА-7        | 01.10.2005, 03:54 | Союз ТМА-7, МКС-12 | Союз ТМА-7       | 08.04.2006, 23:47 | 189 суток 19 часов 52 минуты | 2                        | 11 часов 05 минут        |
|   |                   |                   |                    |                  |                   | 199 суток 15 часов 05 минут  | 2                        | 11 часов 05 минут        |

Несколько лет был командиром группы космонавтов в отряде космонавтов ЦПК имени Гагарина.
В марте 2008 года избран, набрав 56,7 % голосов избирателей, главой Ростовского района Ярославской области; как следствие, в мае 2008 года выбыл из отряда космонавтов ЦПК, в июне 2008 года уволен из Вооружённых Сил Российской Федерации в звании полковника. В марте 2009 года, не покидая должности главы района, вновь зачислен в отряд космонавтов ЦПК на должность инструктора-космонавта-испытателя.
С 26 марта 2009 года член партии «Единая Россия».
8 сентября 2013 года избран главой Звёздного городка на пять лет, получив 67,9 % голосов.

## Личная жизнь
Женат, есть сын и дочь.
Образование: Военно-воздушная академия в 1993 году. Специальность — командно-штабная, Академия народного хозяйства при Правительстве Российской Федерации — магистр государственного и муниципального управления.

## Воинские звания
- лейтенант (30.10.1973).
- старший лейтенант (25.12.1975).
- капитан (21.02.1978).
- майор (6.04.1981).
- подполковник (1.08.1984).
- полковник (29.04.1989).

## Награды

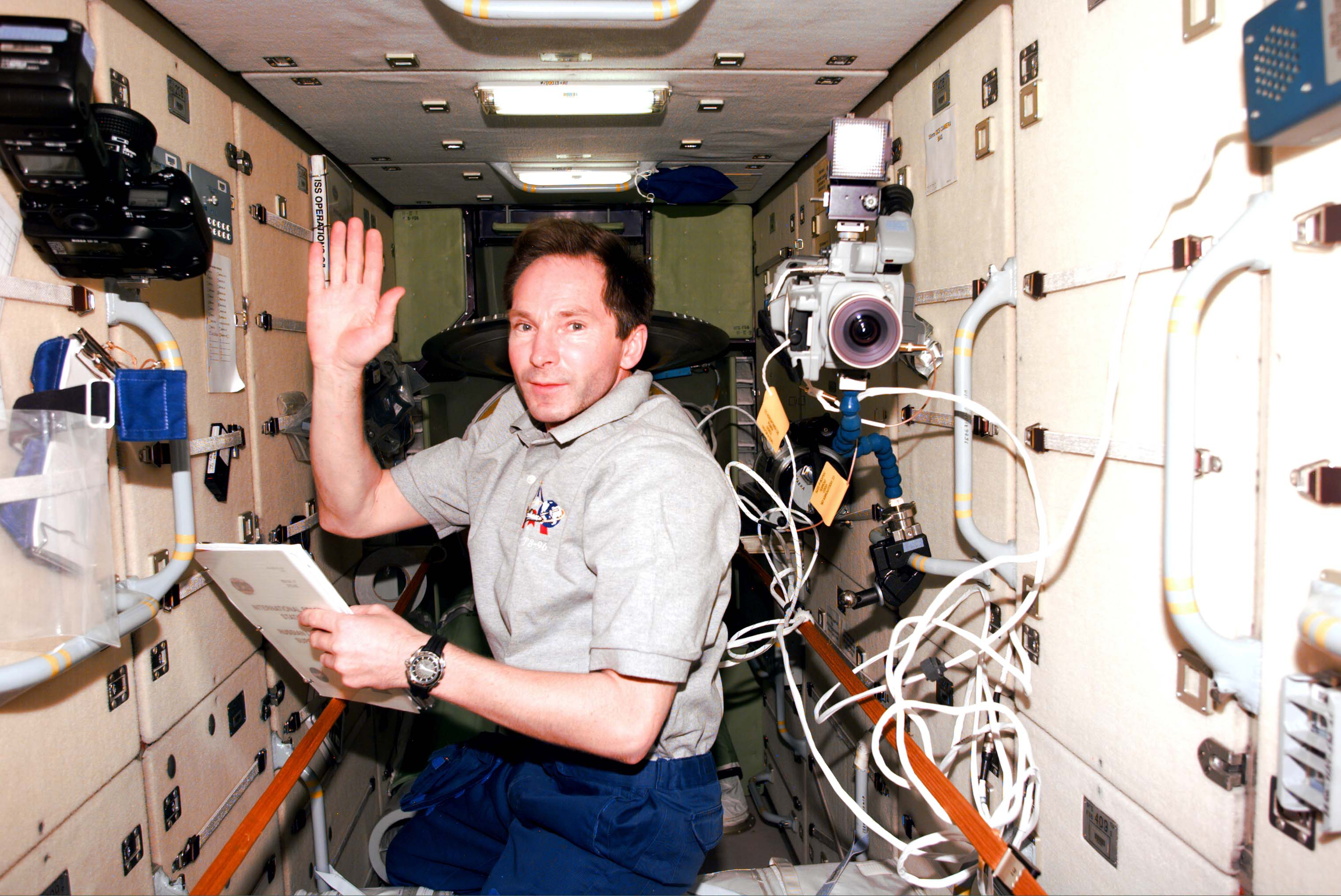
За работой

- Герой Российской Федерации (23 декабря 2000) — за мужество и героизм, проявленные во время международного космического полёта[6];
- орден «За заслуги перед Отечеством» IV степени (2006);
- орден «За службу Родине в Вооружённых Силах СССР» III степени (1978);
- медаль «За заслуги в освоении космоса» (12 апреля 2011 года) — за большие заслуги в области исследования, освоения и использования космического пространства, многолетнюю добросовестную работу, активную общественную деятельность[7];
- медаль «60 лет Вооружённых Сил СССР» (1978);
- медаль «70 лет Вооружённых Сил СССР» (1988);
- медали «За безупречную службу» I, II и III степеней;
- медаль Алексея Леонова (Кемеровская область, 2015) — за два совершённых выхода в открытый космос[8];
- медаль «За космический полёт» (NASA, 1999, 2006);
- Лётчик-космонавт Российской Федерации (10 сентября 1999) — за высокий профессионализм, проявленный при осуществлении космического полёта в составе экипажа американского космического корабля многоразового использования «Дискавери»[9];
- Почётный гражданин городов Ростов и Киржач;
- Почётный президент федерации борьбы самбо и дзюдо города Ярославля.